# Älgtjärnen (Ramsjö socken, Hälsingland, 690445-150025)
Älgtjärnen är en sjö i Ljusdals kommun i Hälsingland och ingår i Delångersåns huvudavrinningsområde.